# Podzielnica

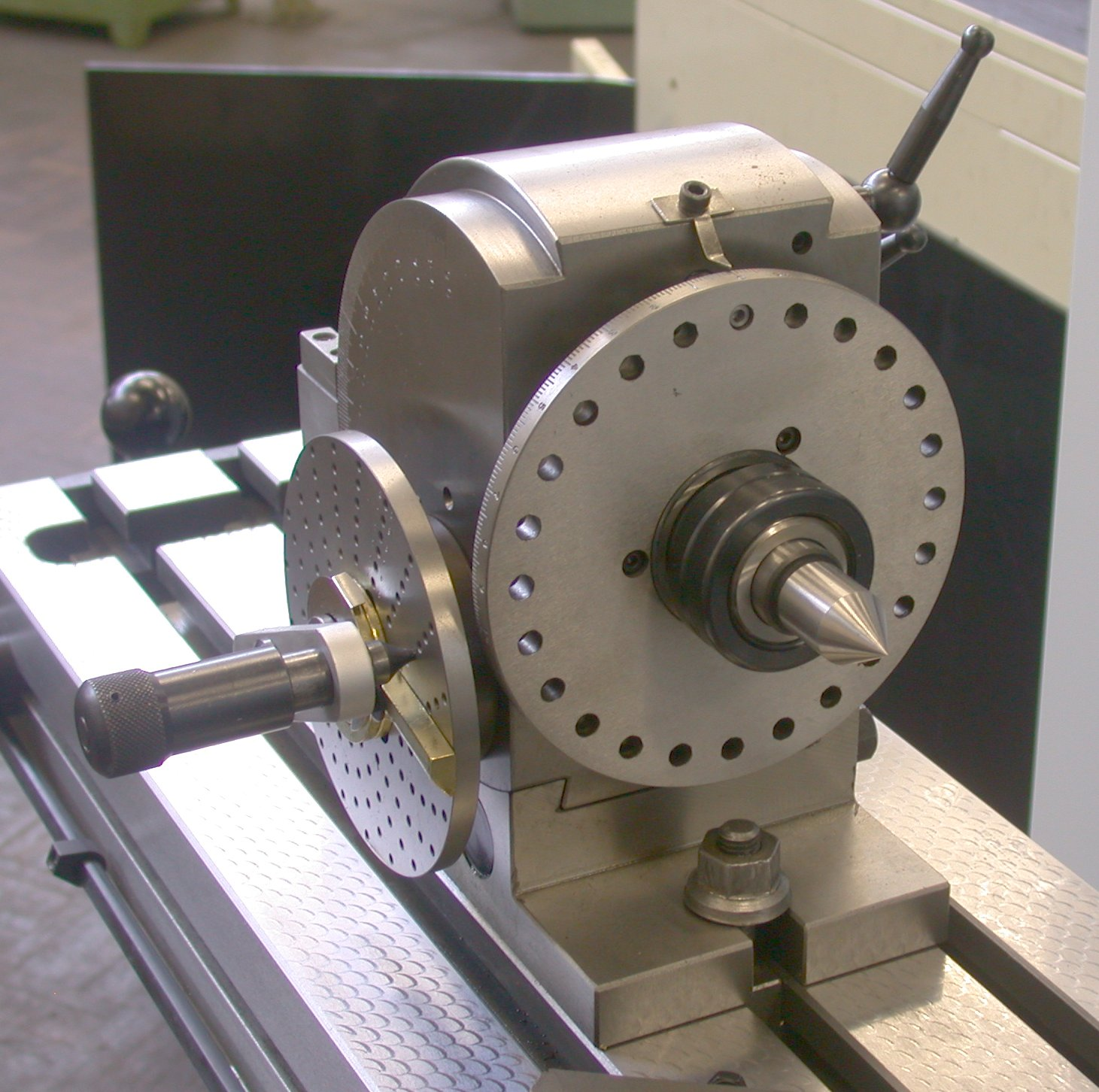
Podzielnica

Podzielnica – przyrząd służący do podziału obwodu koła na części.
Podzielnica jest na wyposażeniu obrabiarek skrawających (frezarka, tokarka), używa się jej głównie przy nacinaniu uzębień kół zębatych, przy nacinaniu ostrzy na frezach i rowków na wiertłach.